# Domus de Maria
Domus de Maria település Olaszországban, Szardínia régióban, Cagliari megyében. Lakosainak száma 1638 fő (2023. január 1.). Domus de Maria Pula, Santadi és Teulada községekkel határos.

## Népesség
A település lakossága az elmúlt években az alábbi módon változott:
| Lakosok száma | 1657 | 1663 | 1638 |
|               | 2017 | 2018 | 2023 |